# Schildgen
Schildgen ist ein Stadtteil von Bergisch Gladbach und gehört mit der Nr. 11 zum statistischen Bezirk 1 der Stadt.

## Name
Wenn auch der Name Schildgen, sprich „Schildchen“, für das Mittelalter nicht überliefert ist, so geht er etymologisch vermutlich doch aus dem althochdeutschen „scilt/schilt“ bzw. dem mittelhochdeutschen „schilt“ hervor, da das Siedlungsland auf einer Anhöhe liegt sowie die Form eines Dreiecks aufwies und somit in der Form einem gewölbten und dreieckigen Schild ähnelt. Die Dreiecksform wurde noch dadurch betont, dass das Landstück einem spitzen Dreieck gleich in die Flur der Nachbargemeinde Paffrath hinein ragte. Die Eigentümer des Landes bezeichneten die Parzelle noch vor der Besiedlung als „Am Scheldchen“. Demnach wäre der Ortsname aus der vorherigen, älteren Flurbezeichnung hervorgegangen.

## Geschichte
Zum 1. Januar 1975 kam es in Nordrhein-Westfalen zu umfassenden Gebietsneuregelungen. Weite Teile von Schildgen gehörten bis dahin zur Gemeinde Odenthal und kamen jetzt zur Stadt Bergisch Gladbach. Mit der Zusammenlegung der beiden Städte Bergisch Gladbach und Bensberg zu einer neuen Stadt Bergisch Gladbach musste man auch neue Strukturen organisieren. Man entschied sich, Wohnplätze einzuführen, die teilweise nicht mehr mit den früher und von den Einwohnern wahrgenommenen Orts- bzw. Stadtteilen übereinstimmten. Heute teilt man sich den so genannten Statistischen Bezirk 1 mit den gleichberechtigten Wohnplätzen Hand, Katterbach, Nußbaum, und Paffrath.
Entstanden ist Schildgen aus verschiedenen Hofstellen und Weilern. Der Hof Nittum als ältester Siedlungskern im Raum Schildgen entwickelte sich in der Frühen Neuzeit zu einer größeren dörflichen Siedlung, die 1830 bereits 129 Einwohner zählte und bis 1875 noch leicht auf 150 anwuchs. Als größte Ortschaft erhielt Nittum 1810 eine Schule, die um 1824 nach Fahn verlegt wurde, und bis 1928 noch als „Schule in Nittum“ bezeichnet wurde. Der Siedlungsname wurde urkundlich erstmals 1301 in der Form „de Nyitheym“ erwähnt und ist auch als „Nittumb“, „Nictum“, „Nedderheim“ und „Neidheim“ überliefert.
1602 wurde in Bensberg eine Frau vom „Bloemengut“ aus Nittum als „Hexe“ verbrannt. Weitere ortsansässige Opfer der Hexenverfolgung waren 1612 Agnes Polwirth und Christina Kirschbaum sowie 1613 Katharina Güschen.
Mitten durch Schildgen führt als Hauptverkehrsstraße die Altenberger-Dom-Straße. Sie gehört zu den richtungweisenden Straßennamen, da der Zielort im Namen selbst enthalten ist, und geht auf einen historischen Weg zurück, der im Urkataster von 1827 als Verbindungsweg von „Mülheim nach Odenthal“ verzeichnet ist. Der ursprünglich unbefestigte Weg wurde 1850 als Bezirksstraße von Dünnwald nach Odenthal ausgebaut und mit Schotter befestigt. Der zunächst bestehende Name „Odenthaler Straße“ wurde 1953 in den heutigen Namen abgeändert.
Das heutige Ortszentrum war bis ins 19. Jahrhundert nahezu unbesiedelt. Der Hügel, auf dem sich heute die katholische Pfarrkirche erhebt, soll der Gemeinde Odenthal als Hinrichtungsstätte gedient haben. Der Ortsteil ist erst nach dem Zweiten Weltkrieg durch starken Zuzug unter anderem aus Leverkusen zu seiner jetzigen Größe mit etwa 6.000 Einwohnern angewachsen.

## Bevölkerung
Nach der EDV-Einwohnerdatei verfügte Schildgen am 31. Dezember 2017 über insgesamt 6.222 Einwohner. Die Altersgruppe über 65 Jahre war mit 1.588 Einwohnern deutlich stärker als die Altersgruppe unter 18 Jahre mit nur 944 Einwohnern.

## Geografie
Der Ort liegt am Südhang des Dhünntals. Der niedrigste Punkt liegt bei Nittum mit 68 m ü NN, der höchste Punkt liegt am Waldfriedhof Voiswinkeler Straße mit ca. 120 m ü NN. Die Dhünn, ein Nebenfluss der Wupper, bildet im Nordwesten streckenweise die Grenze zu Leverkusen. Flussaufwärts, in Richtung Odenthal, verengt sich das Tal, während die Höhen rechts und links ansteigen. Nach Süden hin gleitet die Anhöhe, das „Schild“, in das Rheintal aus.

## Verkehr
Schildgen grenzt an die Städte Köln im Westen und Leverkusen im Norden sowie an die Gemeinde Odenthal in östlicher Richtung. Die in ost-westlicher Richtung verlaufende L 101 verbindet Schildgen mit Dünnwald und Odenthal. Im Ortskern treffen die Kempener Straße aus dem Bergisch Gladbacher Stadtzentrum und eine Bundesstraße aus Schlebusch auf die L 101. Weiter östlich führt eine weitere Straße nach Schlebusch und Alkenrath. Die nächste Autobahn-Anschlussstelle ist in Leverkusen an der BAB 3.

### ÖPNV
Schildgen wird von Bussen der VRS-Linien 222, 227, 434 und SB42 angefahren. Somit besteht umstiegsfrei Anschluss in die drei Nachbarstädte, sowie zu den Bahnhöfen Leverkusen Mitte, Schlebusch und Opladen, sowie zur S-Bahn in Bergisch Gladbach. Die Buslinien werden von der Kraftverkehr Wupper-Sieg AG betrieben. Dabei liegt Schildgen auf der direkten Route zwischen den Stadtzentren Leverkusens und Bergisch Gladbachs. Mit der Linie 434 besteht in Dünnwald Anschluss an die KVB-Linie 4.

## Kirchengemeinden

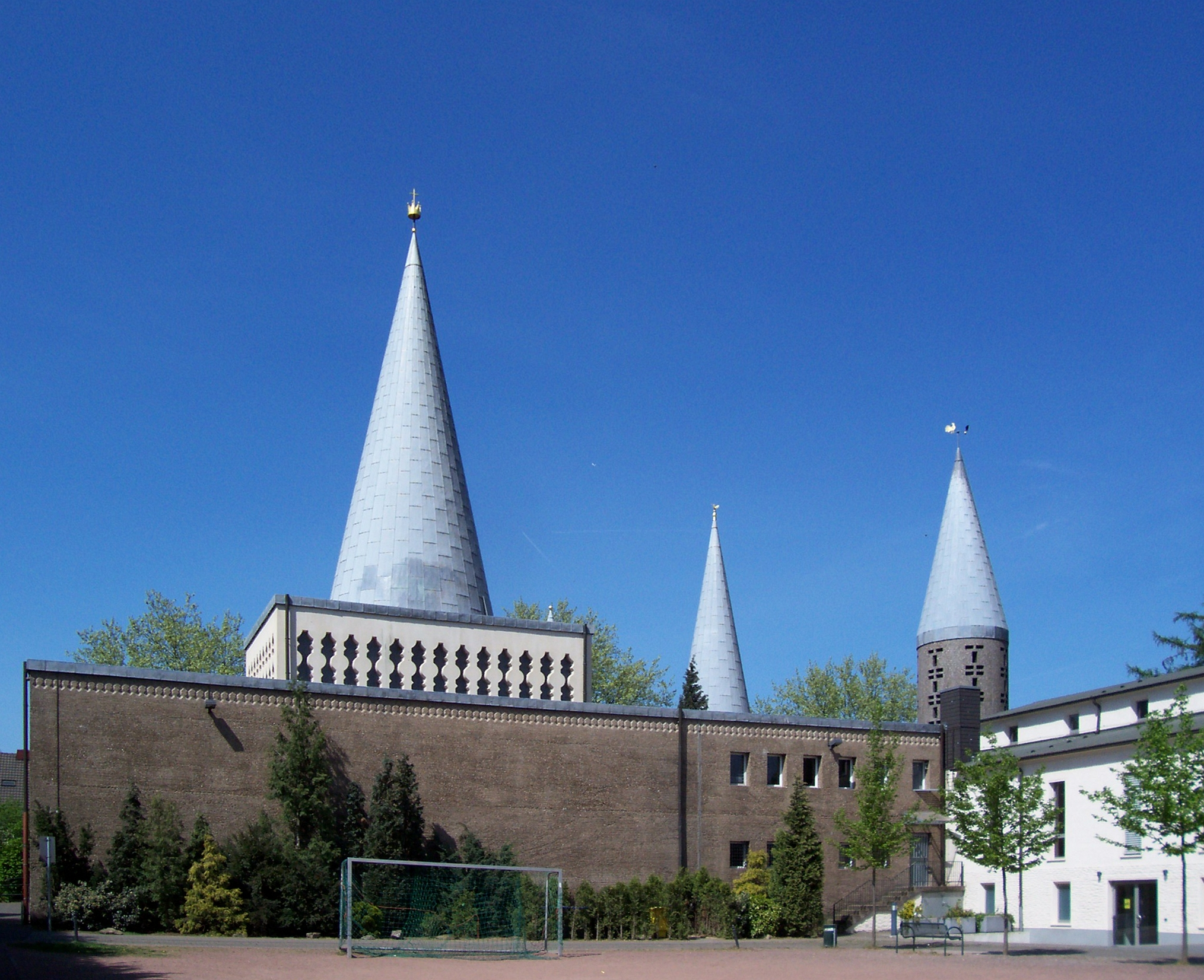
Katholische Herz-Jesu-Kirche

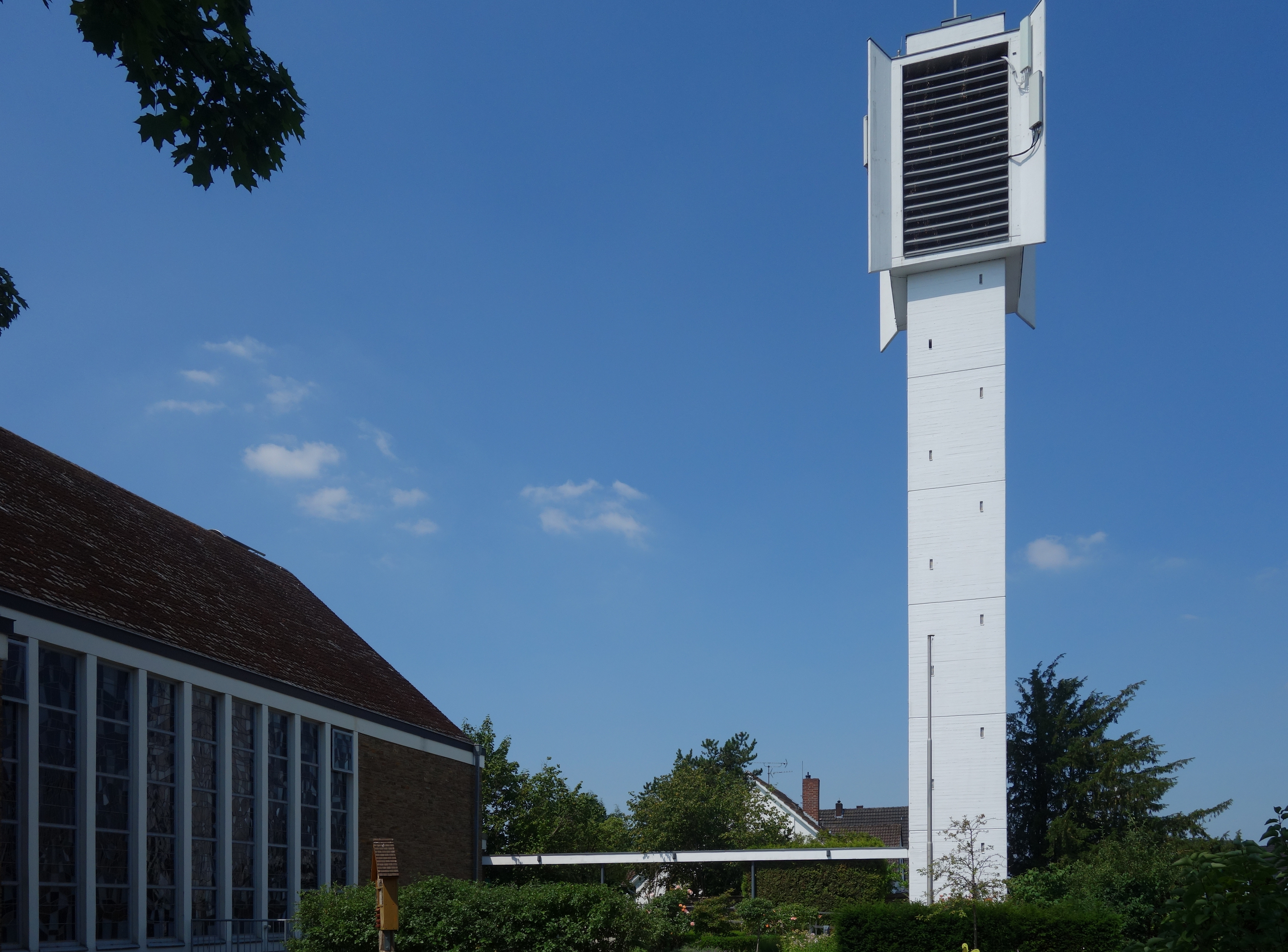
Evangelische Andreaskirche

1925 wurde die alte katholische Kirche Herz Jesu erbaut, zunächst als Rektoratspfarrei der Kirchengemeinde St. Pankratius in Odenthal, später als selbständige Pfarrgemeinde. 1965 weihte der Kölner Erzbischof Josef Kardinal Frings die von Gottfried Böhm und dem damaligen Pastor, Joseph Wirtz, erbaute neue Pfarrkirche Herz Jesu. Monsignore Paul Adenauer, Sohn des ersten Bundeskanzlers Konrad Adenauer, war hier nach Joseph Wirtz bis 1977 Pfarrer.
Durch den Zuzug vieler evangelischer Christen nach dem Zweiten Weltkrieg wuchs die Evangelische Kirchengemeinde Altenberg so stark an, dass ein eigener Gemeindebezirk Schildgen gegründet wurde. Die evangelische Andreaskirche wurde 1966 erbaut.
Die katholische und die evangelische Gemeinde in Schildgen haben nach dem Zweiten Vatikanischen Konzil die ökumenische Zusammenarbeit besonders gefördert und intensiviert. Auch in der Jugendarbeit arbeiten beide Kirchen mit Veranstaltungen wie den With-full-Church-Konzerten und Pfarrfamilienfesten eng zusammen.

## Bildung
Schildgen verfügt über die 1810 gegründete Volksschule Schildgen. Sie gehört zu den ältesten Schulen Bergisch
Gladbachs. Ursprünglich als Schule des Schulbezirks Nittum gegründet ist sie mit der Bezeichnung Concordiaschule heute Grundschule für Schildgen. Seit dem Schuljahr 2006/2007 wird die Concordiaschule in Schildgen in Kooperation mit der Evangelischen Kirchengemeinde Altenberg/Schildgen als Ganztagsschule für Schüler und Schülerinnen geführt.

## Sehenswertes
- Gottfried Böhm erbaute die katholische Pfarrkirche mit ihrer eigenwilligen Beton-Glas-Architektur.
- Der ehemalige Dorfplatz wurde 2009 im Zuge der 72 Stunden-Aktion des Bundes der Deutschen Katholischen Jugend renoviert. Dort ist eine Skulptur mit der Bezeichnung „Engel der Kulturen“ mitten auf dem Platz im Boden eingelassen.

## Sport und Vereinsleben
Der Turn- und Sportverein Schildgen 1932 e. V. (TuS Schildgen) spielt in der Sportart Korfball in der Regionalliga, der höchsten deutschen Korfball-Spielklasse. Die Sankt Sebastianus Schützenbruderschaft Schildgen 1907 e. V. veranstaltet jedes Jahr im Sommer ein großes Schützen- und Volksfest. Seit einigen Jahren wird auch das Dorffest der IG Schildgen zusammen organisiert und durchgeführt.